# NGC 1668
NGC 1668 في الفهرس العام الجديد، هي مجرة، تقع في كوكبة آلة النقاش. اكتشفت في 1 ديسمبر 1837 بواسطة جون هيرشل.

## روابط خارجية
- NGC 1668 على موقع ويكي سكاي: DSS2, SDSS, GALEX, IRAS, Hydrogen α, X-Ray, Astrophoto, Sky Map, Articles and images